# Bidu Sayão

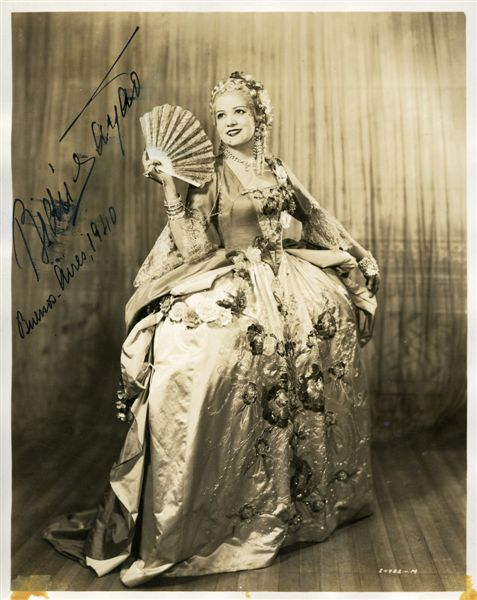
Bidu Sayão come Manon (Massenet), nella stagione del 1940 del Teatro Colón in Buenos Aires.

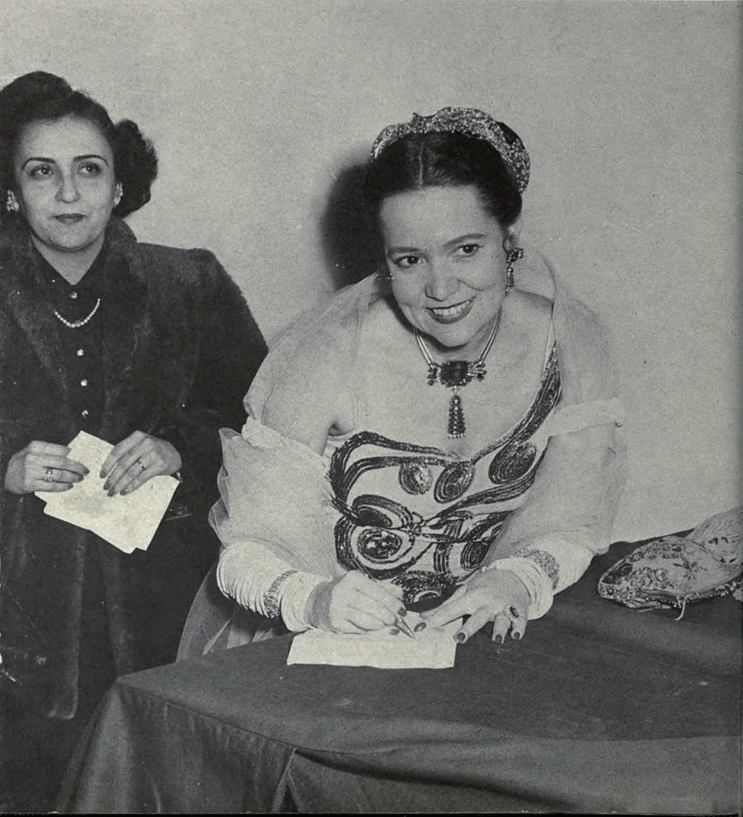
Bidu Sayão durante una visita al Università del Michigan. (c.1953)

Bidu Sayão, alla nascita Balduína de Oliveira Sayão (Rio de Janeiro, 11 maggio 1902 – Rockport, 13 marzo 1999), è stata un soprano brasiliano.

## Biografia
Bidu Sayão nasce da una famiglia colta di Botafogo, Rio de Janeiro. Suo padre muore quando lei ha solo cinque anni e la madre fa grandi sacrifici per sostenere la figlia nel tentativo di intraprendere una carriera come cantante lirica. All'età di soli diciotto anni, Bidu Sayão fa il suo debutto ufficiale a Rio de Janeiro, dove ottiene un grande successo.
Questo le apre le porte alla possibilità di studiare con la famosa Elena Teodorini, prima in Brasile, e poi in Romania. In seguito si sposta a Nizza, in Francia sotto la guida di Jean de Reszke, un tenore polacco, che l'aiuta a consolidare la sua tecnica vocale. 
Tra il 1920 e il 1930 canta a Buenos Aires, a Parigi, in Brasile e, nel 1926, debutta al Teatro Costanzi di Roma nel ruolo di Rosina ne Il barbiere di Siviglia e Gilda in Rigoletto. Qui incontra l'impresario Walter Mocchi, con il quale, dopo la morte della moglie, Emma Carelli, nel 1928, ha una storia e si sposano.
Al Teatro dell'Opera di Roma nel 1929 è Rosina nella ripresa di Il barbiere di Siviglia di Rossini e nel 1930 è Rosalina nella prima rappresentazione di Il re di Umberto Giordano. 
Ma il suo matrimonio non dura molto, e nel 1935 Bidu Sayão sposa il baritono italiano Giuseppe Danise.
Nel 1930 debutta al Teatro alla Scala di Milano e l'anno dopo all'Opéra National de Paris, con una Giulietta di grande successo.
Nel 1932 è Giannina nella prima rappresentazione del Teatro Regio di Torino di Giannina e Bernardone di Cimarosa.
Presto diventa uno dei principali soprano lirico di coloratura in Europa e soprattutto in Italia e in Francia.

### Una star al Metropolitan
Debuttò negli Stati Uniti nel 1936 con la Filarmonica di New York alla Carnegie Hall, cantando La Demoiselle élue di Debussy, sotto la bacchetta di Arturo Toscanini, che diventerà un grande amico e uno dei suoi più grandi sostenitori. Egli si riferiva a lei chiamandola la piccola brasiliana.
Il debutto al Metropolitan Opera House arrivò il 13 febbraio 1937, dovendo rimpiazzare il soprano spagnolo Lucrezia Bori nel ruolo di Manon.
La critica impazzì, incluso Olin Downes del New York Times. Un mese dopo cantò Violetta ne La traviata, immediatamente seguita da Mimì in La bohème, in dicembre Giulietta in Romeo e Giulietta con Ezio Pinza, nel 1938 Gilda in Rigoletto e Rosina ne Il barbiere di Siviglia, nel 1940 Susanna ne Le nozze di Figaro e Norina in Don Pasquale, nel 1941 Zerlina in Don Giovanni con Pinza, Zinka Milanov e Tito Schipa diretta da Bruno Walter ed Adina ne L'elisir d'amore, nel 1942 Serpina ne La serva padrona e nel 1944 Mélisande in Pelléas et Mélisande con Lawrence Tibbett.
Visse gran parte della sua vita a Lincolnsville, nel Maine.
Bidu Sayão non lascia più il nuovo continente, il Met divenne il suo teatro ed il San Francisco Opera, dove esordì nel 1939 con Manon, la sua alternativa. Ancora a San Francisco nel 1940 è Mimì ne La bohème con Jussi Bjoerling e Susanna ne Le nozze di Figaro diretta da Erich Leinsdorf, nel 1941 Norina in Don Pasquale, Rosina ne Il barbiere di Siviglia con Tibbett e Pinza e Gilda in Rigoletto, nel 1942 Violetta Valéry ne La traviata diretta da Fausto Cleva, nel 1946 Giulietta in Romeo e Giulietta, nel 1947 Mélisande in Pelléas et Mélisande, nel 1948 Zerlina in Don Giovanni ed Adina ne L'elisir d'amore con Ferruccio Tagliavini e Tito Gobbi e nel 1952 con Mario Del Monaco Margherita in Mefistofele e Nedda in Pagliacci.
Era la cantante preferita dal compositore brasiliano Heitor Villa-Lobos, col quale ebbe una collaborazione costante, durata molti anni, che la portò a registrare moltissime sue composizioni, incluso la famosa registrazione Bachianas brasileiras n. 5, un'aria senza parole, un vocalizzo scritto apposta per lei che sarà premiato con il Grammy Hall of Fame Award 1984 e Forests Of The Amazon colonna sonora del film di Hollywood Green Mansions (Verdi dimore) (1959).
Cantò l'ultima volta a Rio de Janeiro nel 1937, dove venne fischiata pesantemente durante Pelléas et Mélisande. Si dice che i fischi furono organizzati dalla claque del mezzo-soprano Gabriella Besanzoni, il cui successo in Carmen non volevano venisse oscurato. Il suo paese non seppe apprezzare quello che invece gli Stati Uniti circondarono di gloria.
Nel febbraio del 1938 cantò alla Casa Bianca per il presidente Roosevelt, il quale le offrì la cittadinanza americana, ma lei rifiutò immediatamente: "in Brasile sono nata e in Brasile morirò".
Lei e il marito, Giuseppe Danise, comprarono una proprietà di fronte all'oceano a Lincolnville. Dopo quindici anni di collaborazione con il Metropolitan Opera, diede l'addio al teatro nel 1952, dopo duecentotrentasette rappresentazioni al Met, scegliendo di ritirarsi ancora al top della sua forma. "Sono orgogliosa, non volevo aspettare che mi chiedessero di andarmene!" disse in un'intervista del 1987.
All'Opera di Chicago nel 1954 è Zerlina in Don Giovanni.
L'addio definitivo alle scene avvenne nel 1957.
Dopo la morte del marito, nel 1963, Bidu Sayão continuò una vita tranquilla nella sua casa nel Maine e al Salisbury Hotel di Manhattan. Ritornerà in visita in Brasile un'ultima volta nel 1995, per un tributo in suo onore durante il Carnevale di Rio de Janeiro.
Morì poco prima di compiere 97 anni al Penobscot Bay Medical Center a Rockport. Le sue ceneri furono sparse nella baia davanti alla sua casa.

## Grazia e delicatezza
Soprano lirico di coloratura, di bassa statura, Bidu Sayão aveva una voce ideale per i ruoli femminili più delicati e graziosi. Tra quelli in cui ebbe maggiore successo possiamo menzionare: Mimì in La bohème di Giacomo Puccini, Susanna in Le nozze di Figaro di Mozart, Zerlina in Don Giovanni, Violetta in La traviata di Verdi, Gilda in Rigoletto, Zerbinetta in Ariadne auf Naxos di Richard Strauss, e nei ruoli principali di Romeo e Giulietta di Charles Gounod e di Pelléas et Mélisande, l'unica opera di Debussy.

## Riconoscimenti
Bidú Sayão fu omaggiata dalla Scuola di Samba "Beija-Flor" de Nilópolis nel 1995; emozionando il pubblico presente, arrivò sull'ultimo carro allegorico, il "CISNE NEGRO", visibilmente emozionata, seduta su un trono preparato per lei con molta cura. Chi lo vide non lo dimenticherà mai, fu uno dei momenti più emozionanti della storia del sambodromo Marquês de Sapucaí di Rio de Janeiro.
Nel 2000 fu creato il Concorso internazionale di canto Bidu Sayão per promuovere i giovani talenti d'opera brasiliani attraverso una competizione di calibro internazionale.

## Discografia
- Gounod: Romeo e Giulietta - Orchestra e Coro del Teatro Metropolitan, Jussi Björling/Bidu Sayao/Nicola Moscona/Emil Cooper, Saland Publishing
- Mozart: Le Nozze Di Figaro - Fritz Busch/Eleanor Steber/Bidu Sayao/Jarmila Novotná/John Brownlee/Italo Tajo/Claramae Turner/Salvatore Baccaloni/Alessio De Paolis/Leslie Chabay/Anne Bollinger/Lorenzo Alvary/Thelma Altman/Lillian Raymondi/Metropolitan Opera Chorus and Orch., Archipel - Walhall
- Le Nozze di Figaro, su musicweb-international.com.
- Le Nozze di Figaro - Rassegna critica in lingua inglese, su guildmusic.com.
- Villa Lobos - Forest of the Amazon (1959) - Symphony of the Air - Bidu Sayao, Classical Moments
- Massenet: Manon - New Symphony Orchestra/Sir Thomas Beecham/Bidu Sayao, Mastercorp
- Hommage a Bidu Sayao: The Unrivaled Lyric-Soprano in Never-Before-Published and Rare Live Performances, Vol. 3 - The Bell Telephone Hour Orchestra/Donald Voorhees/Bidu Sayao, Cembal d'amour
- Hommage a Bidu Sayao: The Unrivaled Lyric-Soprano in Rare Live Radio Performances, Vol. 2 - The Bell Telephone Hour Orchestra/Lyric Opera Orchestra/Philco Symphony Orchestra/Concert Hall Orchestra/Firestone Hour Orchestra/Donald Voorhees/Frank St. Leger/Paul Whitman/Howard Barlow/Fritz Reiner/Bidu Sayao, Cembal d'amour
- Sayão  – Bachiana Brasileiras No. 5 - Leonard Rose, 1964 Odyssey - Grammy Hall of Fame Award 1984
- Seleção de árias e canções, su vaimusic.com. URL consultato il 17 aprile 2009 (archiviato dall'url originale il 15 agosto 2005).
- Opera Arias, su arkivmusic.com. URL consultato il 17 aprile 2009 (archiviato dall'url originale il 27 settembre 2007).